# Armand de Vernovo
Armand de Vernovo, est un prélat français, évêque de Digne au XIVe siècle. 

## Biographie
Armand est nommé évêque de Digne en 1318.
En 1322 le pape Jean XXII l'envoie en Gascogne avec André de Frédol, l'évêque de Maguelone pour rétablir la paix.

## Source
- La France pontificale (Gallia Christiana), Paris, s.d.